# Горелка Теклу
Горелка Теклу (Teclu, также Теклю) — это лабораторная газовая горелка (с атмосферным воздухом), созданная румынским химиком Николае Теклю в 1882 году. Горелка чаще всего используется для нагрева веществ в лаборатории, может использоваться для стерилизации, а иногда и для пайки или работы со стеклом. Обычно её изготавливают из латуни или железа. Горелка физически состоит из круглого основания, соединённой с ним трубки, подающей газ к пламени, и вертикальной металлической трубки, направляющей пламя вверх. Трубка имеет коническую форму ближе к основанию.
Горелка была создана на основе предыдущих исследований Николае Теклу в области спектроскопии пламени, а именно, его экспериментов с пламенем, расположенным на разных уровнях в трубе. Теклу смог прийти к выводу, что изменение положения пламени в вертикальной трубе может привести к расщеплению пламени и оптимизации тепла, выделяемого пламенем. В результате этой переделки данная горелка по сравнению с горелкой Бунзена способна производить более высокие температуры пламени: около 2,900 °F (1,600 °C; 1,850 K). Исследование, лежащее в основе создания этой горелки, было впервые опубликовано в 1892 году. Некоторые ранние горелки Teclu выставлены в Виртуальном музее газа в Польше, а также в Музее науки в Лондоне.

## Физические компоненты и использование
Горелка Teclu — это газовая горелка, которая чаще всего используется как лабораторное оборудование в экспериментальных и образовательных целях. Горелка Teclu чаще всего используется для быстрого нагрева веществ с помощью открытого пламени. Хотя основная функция горелки Teclu — служить в качестве оборудования, используемого в лаборатории, горелку Teclu также можно использовать для работы со стеклом и даже для пайки. Горелка Teclu может производить очень горячее пламя силой около 2900 °F (1590 °C). Обычно его изготавливают из латуни или железа. Горелка состоит из круглого основания, соединённой с ним трубки, обеспечивающей пламя газом, и вертикальной металлической трубки, направляющей пламя вверх. Трубка имеет коническую форму ближе к основанию. Размеры трубки варьируются между 125 и 165 мм по высоте и между 13 и 17 мм в диаметре. Она оснащена резьбовым воздушным клапаном, который можно затягивать или ослаблять для регулирования подачи газа. Конструкция этого устройства проще, чем у других горелок, поскольку в горелке Teclu внутреннее пламя можно поднять и разместить наверху трубки кончиком вверх. Это позволяет создать из трубки единое пламя.

## История и создание

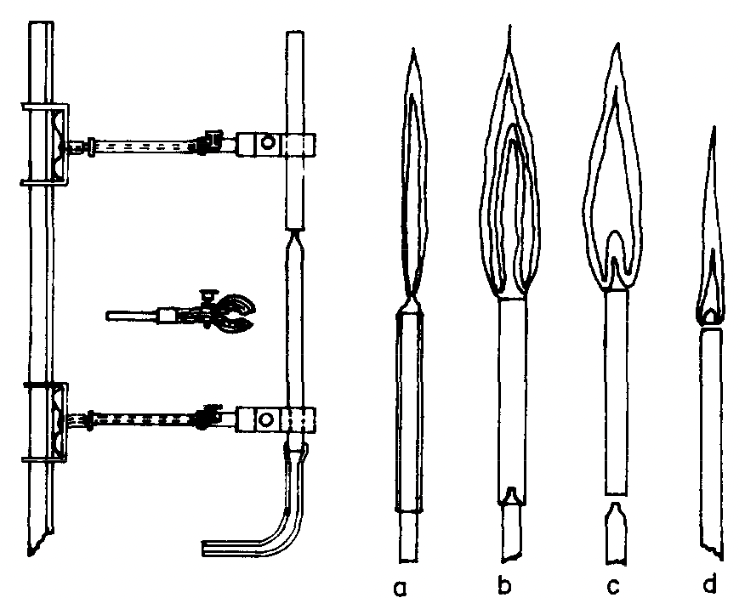
Исследование пламени провел Николае Теклу

Изобретателем горелки Теклю является румынский химик Николае Теклю. Теклю наиболее известен своими исследованиями пламени. Теклю родился в Брашове, Румыния, 7 октября 1839 года и окончил среднюю школу в Вене. После окончания университета со степенью бакалавра наук в Мюнхене он вернулся в Вену и посещал занятия по химии в Академии изящных искусств в Вене. Он начал свою карьеру как молодой учёный и ассистировал профессору Эрнесту Людвигу. Вскоре после этого он стал профессором химии на кафедре технической химии Венской торговой академии. Он также читал академические лекции по химии цвета в Академии художеств. Другими известными исследованиями, в которых принимал участие Теклю, были процесс горения горючих газов, анализ природных продуктов, а также исследования состава бумаги.
Теклю также постоянно занимался созданием и исследованием нового, более совершенного лабораторного оборудования. Горелка Teclu была создана на основе исследований и испытаний Teclu, изучающих скорость сгорания газовой смеси с учётом содержания в ней кислорода. Теклю провёл эксперимент, в котором сравнил пламя, возникающее при изменении положения пламени в вертикальной трубе. В результате этого эксперимента он пришёл к выводу, что пламя во время горения разделяется на разные части: одно пламя горит внутри трубки, а другое пламя горит снаружи трубки. Он описал пламя внутри как очень горячее, с зелёным оттенком, направленное вниз и в которое подаётся кислород, содержащийся в газовой смеси. Он отметил, что пламя снаружи имеет синий оттенок, направлено вверх и снабжается кислородом из окружающей среды. Используя этот вывод, а также свои предыдущие знания и исследования пламени, Теклу в 1882 году успешно создал горелку, в которой пламя в трубке можно было опускать или поднимать, создавая очень горячее пламя.

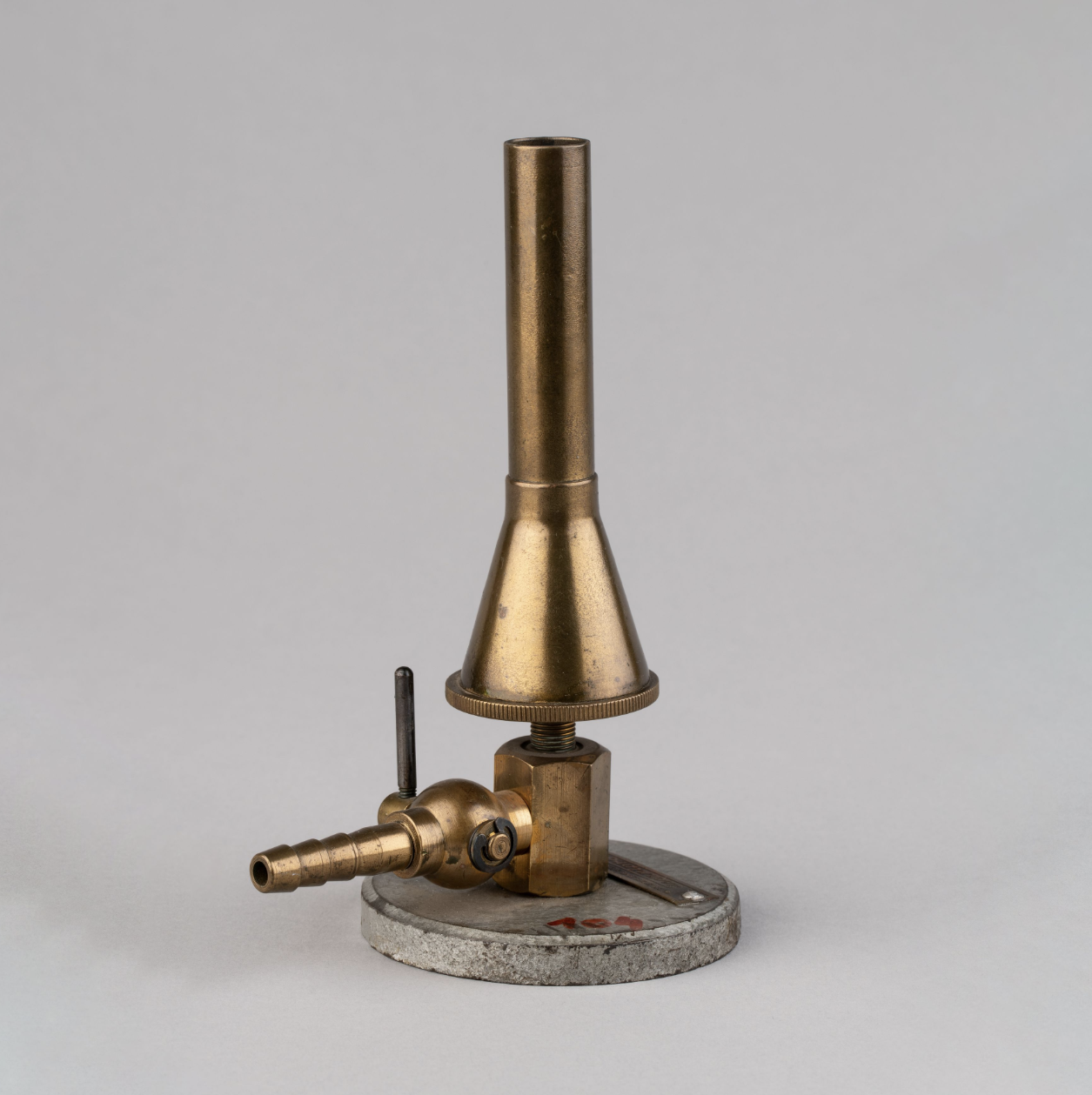
Горелка Teclu в Виртуальном музее газа в Польше.

Первая публикация его исследований по созданию горелки Teclu состоялась 10 лет спустя, в 1892 году; публикация называлась «Ein neuer Laboratoriums Brenner». Эта статья была опубликована в журнале Für Praktische Chemie Journal. Оригинальная горелка была запатентована компанией WJ Rohrbeck Nachfolger, базирующейся в Вене, и компанией Франца Хугерсхоффа, базирующейся в Лейпциге. Горелка Teclu, изготовленная в 1960-х годах, в настоящее время выставлена в Музее газового завода в Пачкове, Польша. Она изготовлена из чугуна и латуни и принята в музей в 1998 году. Другие ранние модели горелки Teclu выставлены в Музее науки в Лондоне. Здесь представлены две модели горелки Teclu: одна целиком, а другая в разрезе для изучения внутренних частей горелки.

## Примеры использования Teclu Burner в последующих экспериментах
Горелка Teclu может быть полезна в экспериментах с использованием чувствительных к влаге соединений. Пример использования горелки Teclu в эксперименте — при подготовке стеклянной посуды для работы с соединениями бериллия. Бериллий чувствителен к влаге, поэтому необходимо исключить наличие воды, которая может остаться на поверхности стеклянной посуды после её очистки. Руководители эксперимента хранили стеклянную посуду не менее четырёх часов в отапливаемом шкафу, в котором поддерживалась температура 130-160 °C. Затем стеклянную посуду сняли и подключили к линии Шленка. Стеклянную посуду нагревали с помощью горелки Teclu в вакууме до тех пор, пока пламя горелки не приобретало жёлто-оранжевый цвет. В этот момент стеклянная посуда была достаточно горячей, а затем охлаждалась до комнатной температуры, все ещё находясь под вакуумом. Эту процедуру повторяли несколько раз, чтобы убедиться, что на стеклянной посуде не осталось влаги. Использование горелки Teclu вместо тепловой пушки обеспечит минимально возможный уровень влажности в стеклянном лабораторном оборудовании, и этого должно быть достаточно, чтобы чувствительные к влаге вещества не вступали в реакцию при добавлении в стеклянную посуду.
Горелку Teclu использовали в эксперименте по изучению влияния процесса на число тигельного набухания угля (CSN). Число является мерой степени набухания образца. Образец 1 г свежеизмельчённого угля размером минус 72 "BS  mesh coal" нагревали с помощью горелки Teclu примерно до 800 °C (1470 °F)  в течение 1,5 минут и до 820 °C (1510 °F) в следующую минуту. Конечный результат был зафиксирован, и уголь с профилем от 8 до 9 будет считаться углем высокого качества.
Горелка Teclu также использовалась в эксперименте по исследованию образования искр из редкоземельных элементов. Порошки, содержащие редкоземельные элементы, помещали в центр газового пламени, создаваемого горелкой Teclu, и затем исследовали искры. Горелка Teclu работала на метане через алюминиевую трубку с расстояния 20 см (8 ″). Затем эти искры были исследованы с использованием эмиссионной спектроскопии с временным разрешением, длительной экспозиции и визуализации NIR (ближняя инфракрасная спектроскопия)/MIR (средняя инфракрасная спектроскопия).

## Сходства и различия с другими известными горелками
Горелка Теклю была изобретена в 1882 году в отличие от горелки Бунзена, изобретённой в 1855 году. Соответствующие разработчики Николае Теклю, румынский химик, и Роберт Бунзен, немецкий химик, также различались по своему образованию: Теклю специализировался на инженерном деле, архитектуре и химии, а Бунзен в основном изучал химию, минералогию и математику. Сами устройства различаются по своей способности точно контролировать количество метана и воздуха, подаваемых в трубку, что способствует более горячему пламени, которого можно достичь с помощью горелки Teclu. В то время как горелка Бунзена имеет открытые прорези на боковой стороне трубки, горелка Teclu регулирует подачу воздуха и газа за счёт расстояния между винтом под основанием трубки и концом самой трубки. Это изменение в конструкции также позволяет лучше смешивать метан и воздух, что, в свою очередь, приводит к более высоким температурам, как это видно в горелке Teclu. Точнее, Teclu Burner может достигать примерно 2900 °F (1590 °C), в то время как горелка Бунзена достигает лишь 2000 °F (1090 °C). И горелка Бунзена, и горелка Теклю горят с шумом.

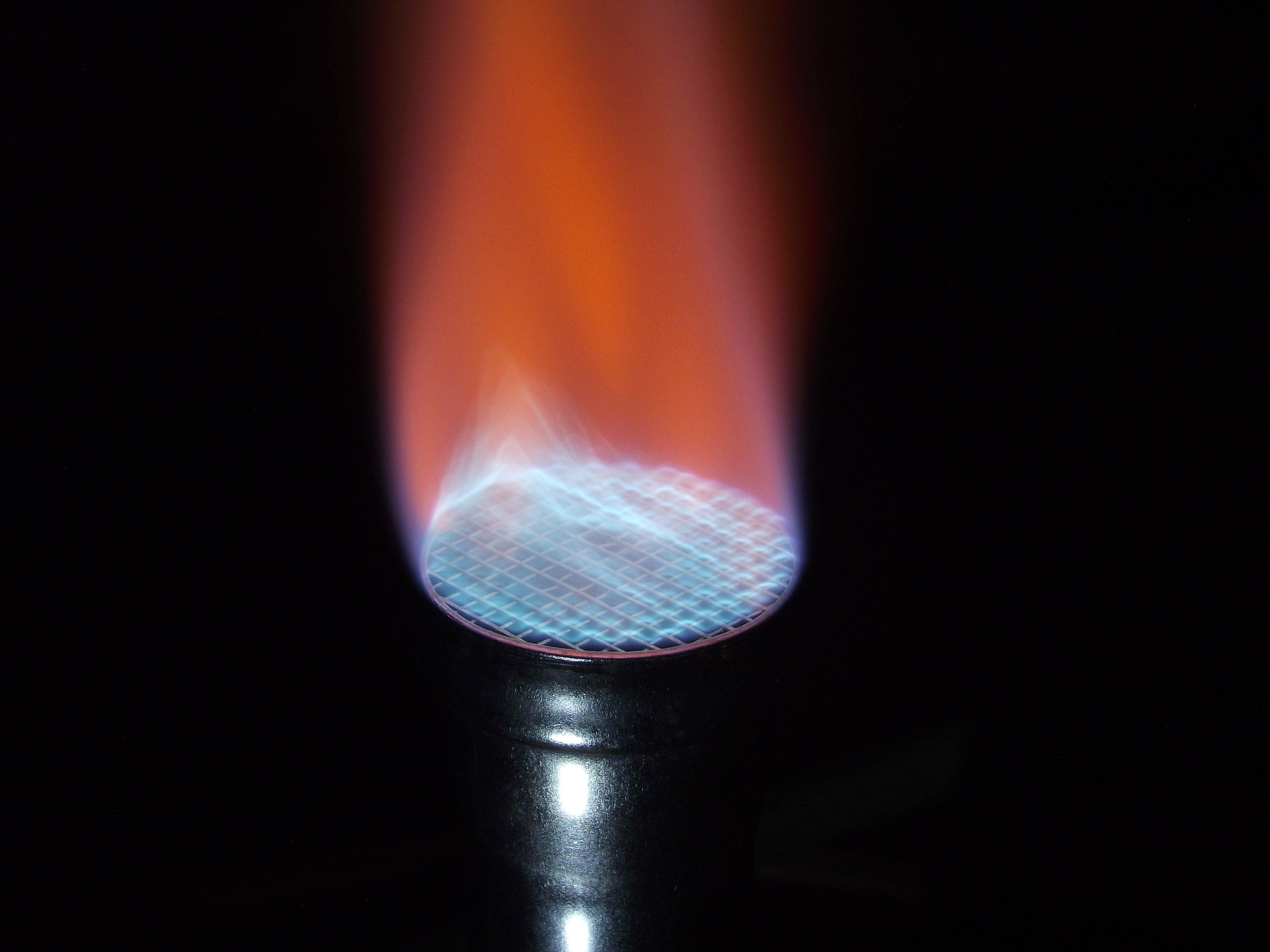
Горелка Мекера-Фишера 001.

Горелка Teclu в сравнении с горелкой Meker:
Горелка Meker отличается тем, что она имеет больше отверстий в нижней части трубки, чем горелка Teclu, и имеет проволочную решётку, закрывающую верхнюю часть трубки, позволяющую разделить пламя на более мелкие части пламени Это позволяет достичь температуры 2200 °F (1200 °C), и это позволяет устройству гореть бесшумно в отличие от горелок Теклю и Бунзена. У горелки Meker трубка более широкая, чем у горелки Teclu.
Горелка Теклю в сравнении с горелкой Тиррил:
Горелка Tirril оснащена игольчатым клапаном для непосредственного регулирования подачи газа, в отличие от горелки Teclu, которая регулирует подачу газа непосредственно из источника газа. Кроме того, Горелка Тиррилла отличается тем, что её мощность достигает около 2800 °F (1540 °C), а горелка Teclu достигает 2900 °F (1590 °C).
Горелка Teclu в сравнении с горелкой Amal:
Горелка Амаль — горелка, созданная модификацией горелки Бунзена и Теклю. Горелка Амаль продавалась гг. Amal Ltd., Бирмингем. В этой горелке имеется игольчатый клапан, который может точно контролировать подачу газа в горелку. Он вставляется в отверстие форсунки и может регулироваться внешним винтом. С помощью этого игольчатого клапана возникающее пламя можно уменьшить практически до невидимости. Головка сгорания этой горелки перфорирована множеством маленьких отверстий, так что пламя, создаваемое горелкой, состоит из множества маленьких аэрированных конусов, тогда как в горелке Teclu образуется только одно пламя. К основанию прикреплена изолированная металлическая полоска с крючком, которая служит держателем на случай, если сама горелка станет слишком горячей, чтобы её можно было с ней держать. Горелка Амаль обычно имеет высоту 5 дюймов, а её трубка имеет диаметр примерно 1 дюйм.